# Farnad
Farnad (szlovákul Farná) község Szlovákiában, a Nyitrai kerület Lévai járásában.

## Fekvése
Lévától 25 km-re dél-délnyugatra, az 588-as út mentén, a Kétyi patak partján fekszik.

## Története
1156-ban Furnod néven említik először.
Neve a régi magyar Forna személynévből származik, a barsi várispánsághoz tartozott. Egy 1283-as oklevélben Furnad alakban szerepel, 1848-ig az esztergomi érsekség birtoka volt. A 12.-14. században helyi nemesek birtokolták. Templomát 1295-ben említik először. 1311-ben Csák Máté serege pusztította el, 1448-ból származik egy további kárjegyzék, illetve 1561-ben pedig a török égette fel. A 16. században mezővárosként említik, azonban a kuruc harcokban ismét elpusztult. A 18. század első felében telepítették újra. 1715-ben szőlőskertje és 52 háztartása létezett. 1755-ben 674 volt a lakosok száma. 1787-ben 178 házában 1153 lakos élt. 1828-ban 197 házát 1327-en lakták.
Iklad-pusztát 1424-ben okmányhamisítás miatt Lévai Cseh Péter szerzi meg.
Vályi András szerint "FARNÁD. Népes magyar, és tót falu Esztergom Vármegyében, földes Ura az Esztergomi Érsekség, lakosai katolikusok, evangelikusok, és reforlmátusok, fekszik Nyér, Őlved, Malos, és Cséke faluktól nem meszsze, Bars, és Komárom Vármegyéknek szomszédságokban. Határbéli földgye jó, legelője elég, fája épűletre, és tűzre, szőleje elég, és jó borokat hoznak, vagyonnyainak eladására alkalmatossága, mint Őlvednek, első Osztálybéli."
Fényes Elek szerint "Farnad, magyar f., Esztergom vmegyében, Kéméndhez 2 órányira. Lakja 800 kath., 315 ref., 300 ágostai, s mindenik felekezetnek van imaháza. Határa fekete agyag s jó buzát terem. Van 2857 h. urb. szántóföldje, 138 1/2 h. rétje, 68 h. szőleje, s az uradalomnak szép erdeje. Birja az esztergomi érsek."
A trianoni békeszerződésig Esztergom vármegye Párkányi járásához tartozott. Lakói mezőgazdasággal, szövéssel, kosárfonással, faárukészítéssel foglalkoztak. 1938 és 1945 között újra Magyarország része.

## Népessége
| Év:            | 1994. | 2004.   | 2014.   | 2024.   |
| -------------- | ----- | ------- | ------- | ------- |
| Emberek száma: | 1432  | 1450    | 1350    | 1327    |
| Eltérés:       |       | +1,25 % | -6,89 % | -1,70 % |

| Év:            | 2023. | 2024.   |
| -------------- | ----- | ------- |
| Emberek száma: | 1317  | 1327    |
| Eltérés:       |       | +0,75 % |

| Év   | Lakosság | Magyar | Szlovák | Egyéb                             |
| ---- | -------- | ------ | ------- | --------------------------------- |
| 1880 | 1793     | 1421   | 277     | -                                 |
| 1890 | 1818     | 1747   | 50      | -                                 |
| 1900 | 1969     | 1713   | 239     | -                                 |
| 1910 | 2082     | 1974   | 106     | -                                 |
| 1921 | 2227     | 1710   | 450     | -                                 |
| 1930 | 2240     | 1665   | 519     | -                                 |
| 1941 | 2277     | 2249   | 21      | -                                 |
| 1991 | 1528     | 1286   | 235     | -                                 |
| 2001 | 1450     | 1114   | 314     | -                                 |
| 2011 | 1307     | 940    | 326     | -                                 |
| 2021 | 1349     | 864    | 377     | 39 cigány, 4 egyéb, 65 ismeretlen |

## Neves személyek
- Itt született Hoderman Lajos (1799-1870) plébános.
- Itt született Csomor István (1886-1950) földműves, politikus.
- Itt szolgált Némäti Kálmán (1855-1920) tanár, író, postatanácsos, könyvtárnok, őstörténet-kutató.
- Itt szolgált Jakus Lajos (1915-2004) magyar helytörténész, művelődéstörténész, tanár, Petőfi-kutató.

## Nevezetességei
- Római katolikus temploma 1732-ben épült barokk stílusban.
- Református temploma 1787-ben, tornya 1804-ben, az evangélikus templom 1823-ban épült.
- Szőlőhegyén kitűnő borokat termelnek, számos borospincéjében ma is laknak emberek.

## Kulturális élet[11]
- Nádas Kulturális Klub
- Égtájak Fesztivál
- Nádas Ifjúsági Néptáncegyüttes
- Kis Nádas tánccsoport
- Venček tánccsoport
- Rozmaring asszonykórus
- Vox Mirabilis kamarakórus
- Estendøn könnyűzenei zenekar

## Galéria

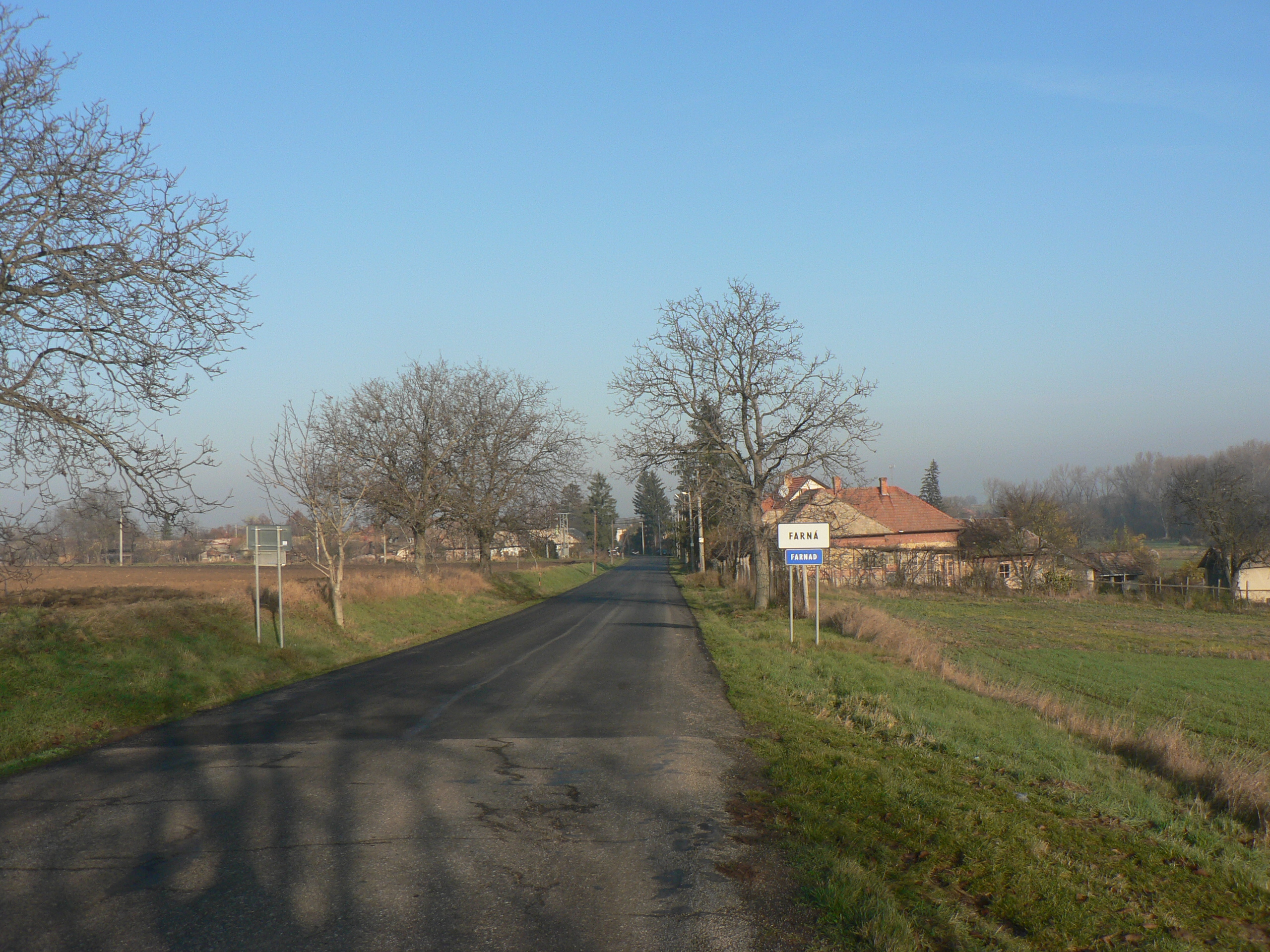
Farnadra érkezvén
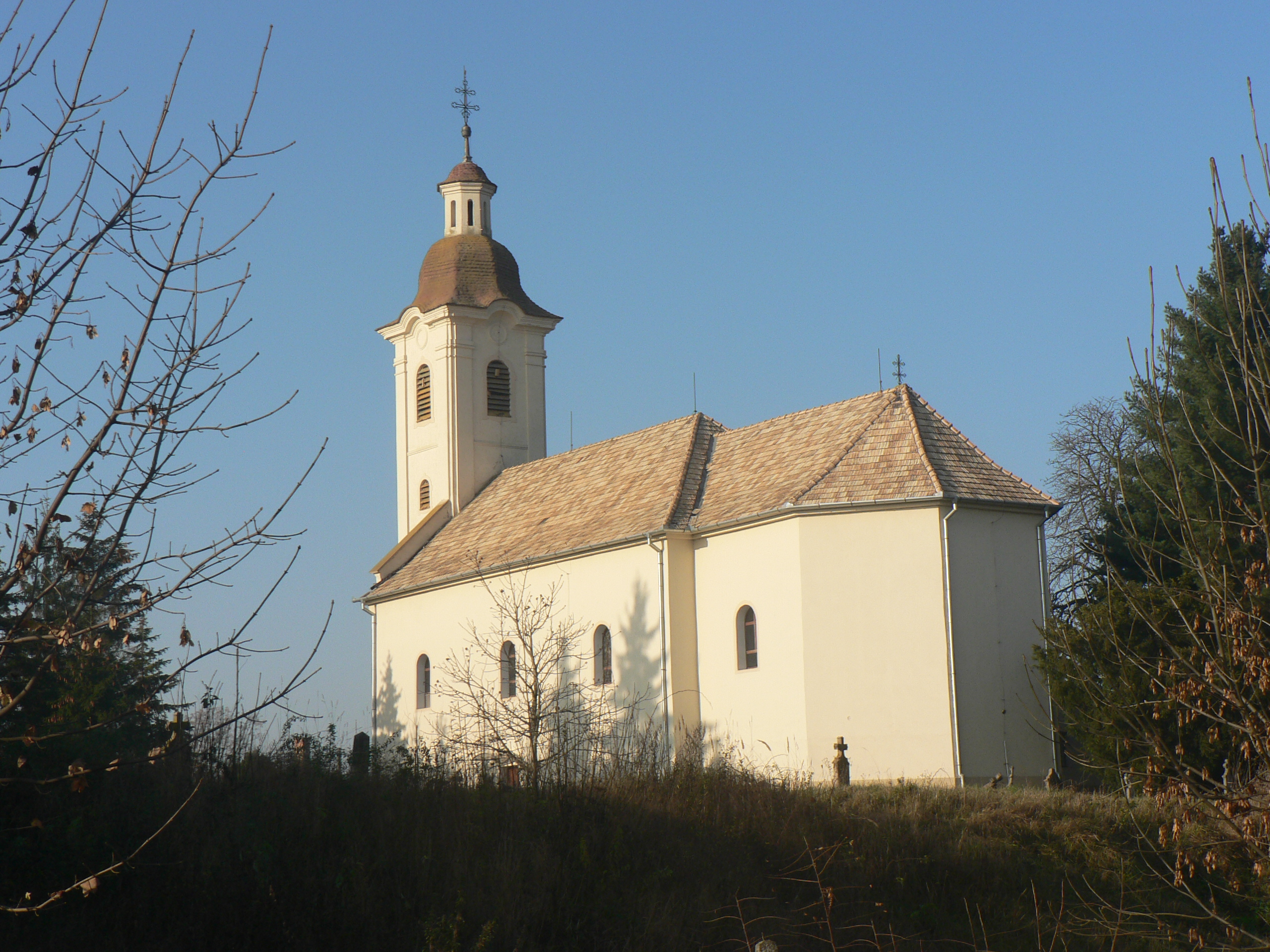
A katolikus templom
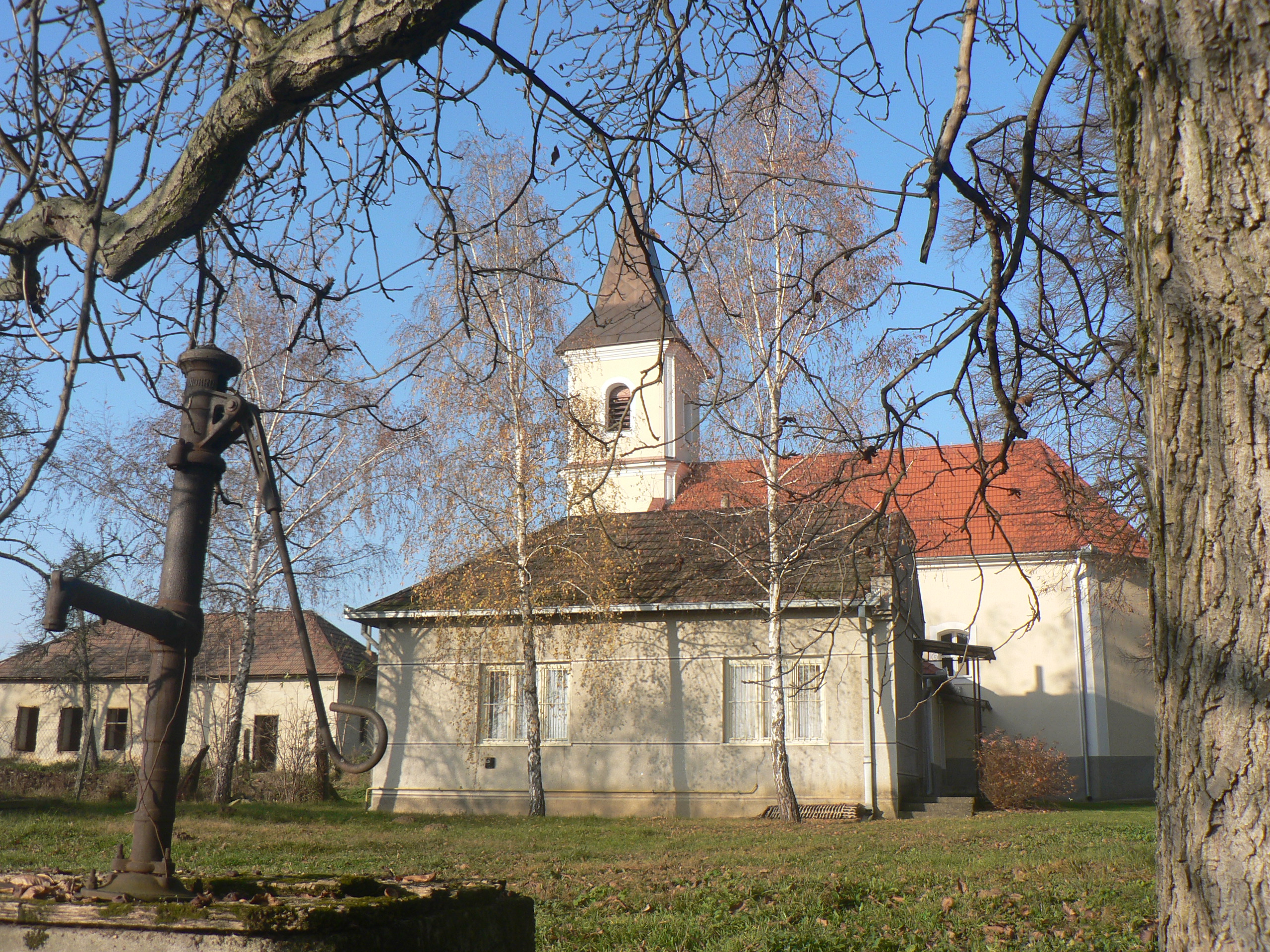
A református templom
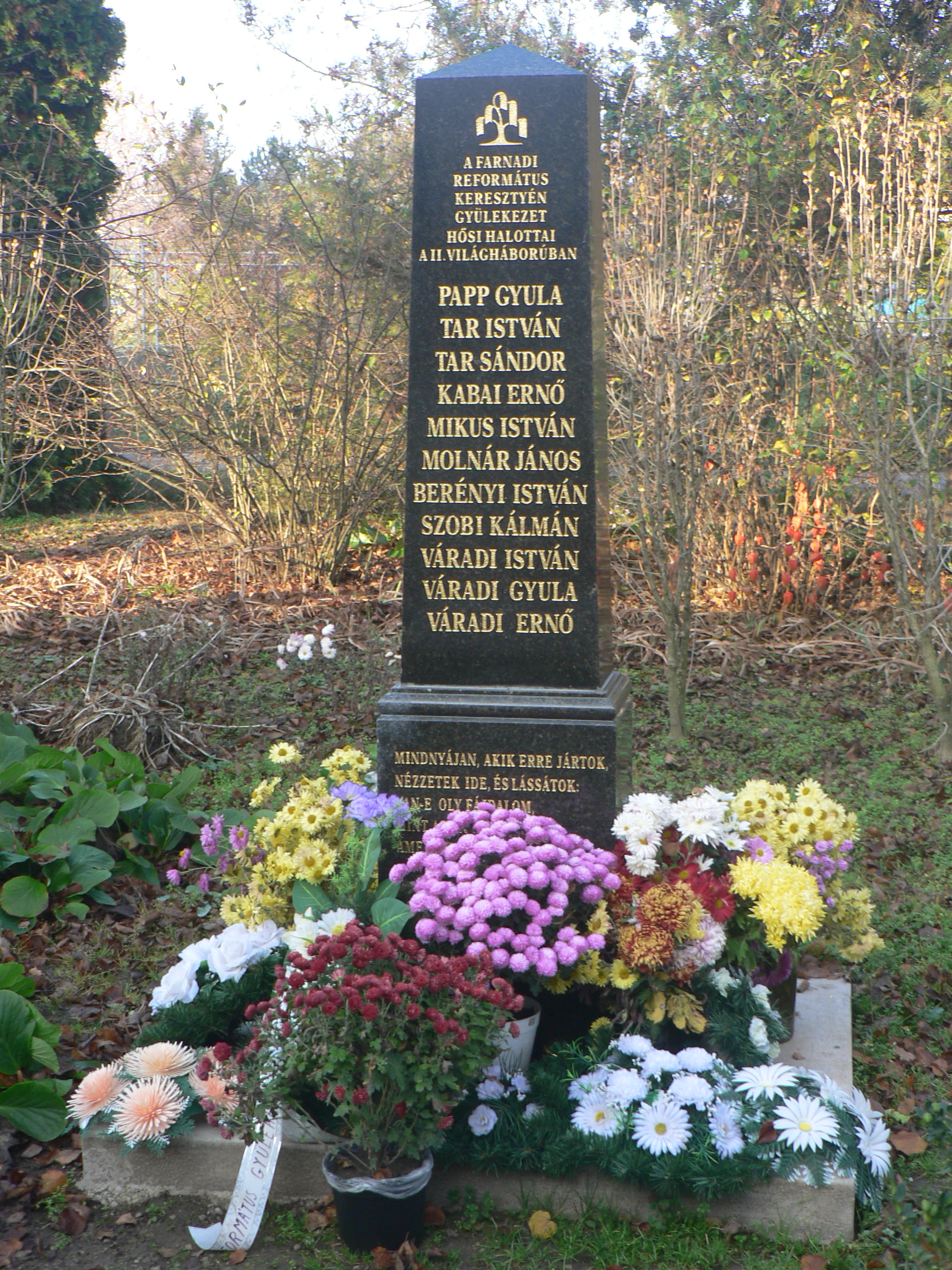
Második világháborús emlékmű a farnadi református templomnál
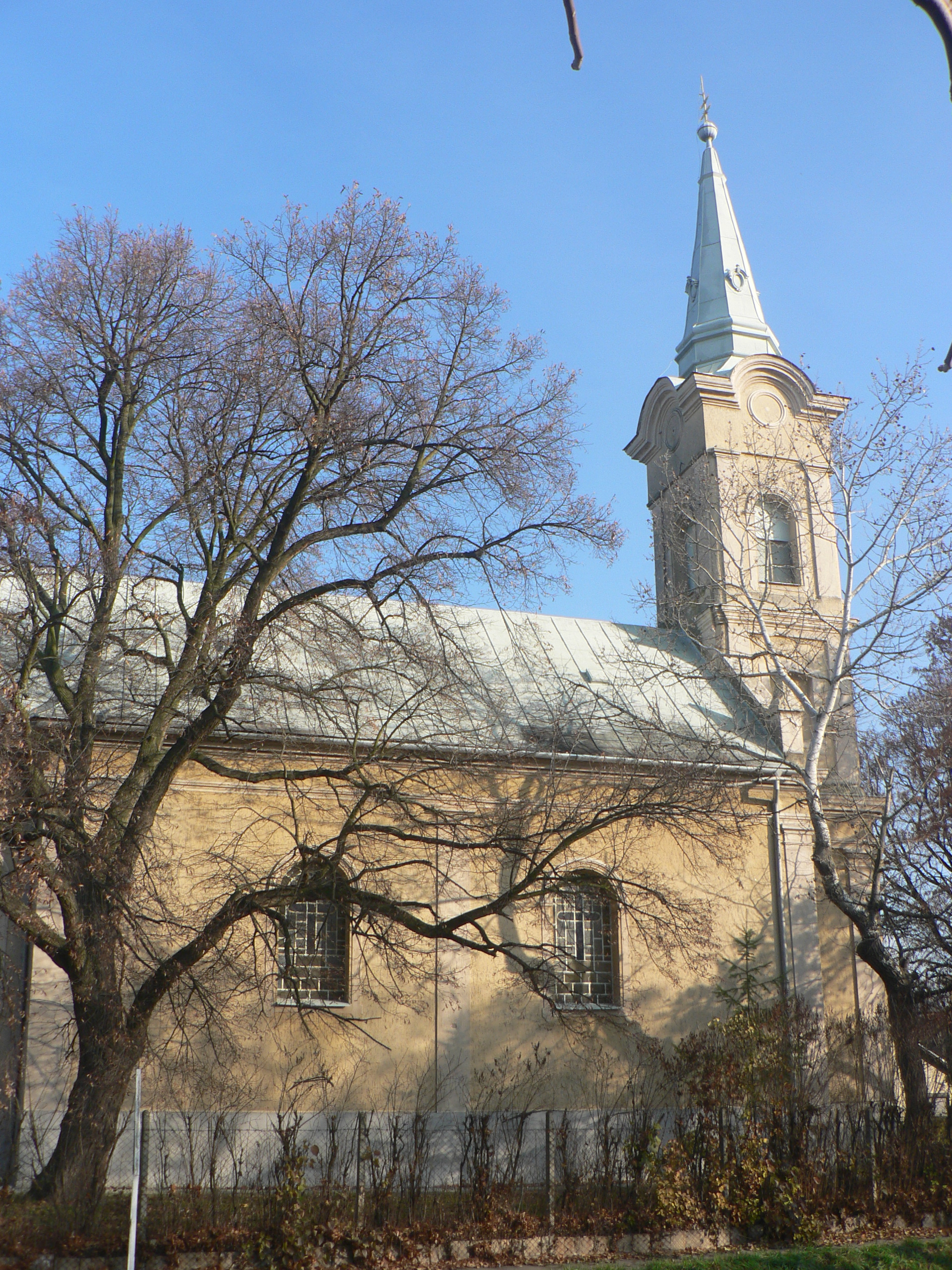
Az evangélikus templom
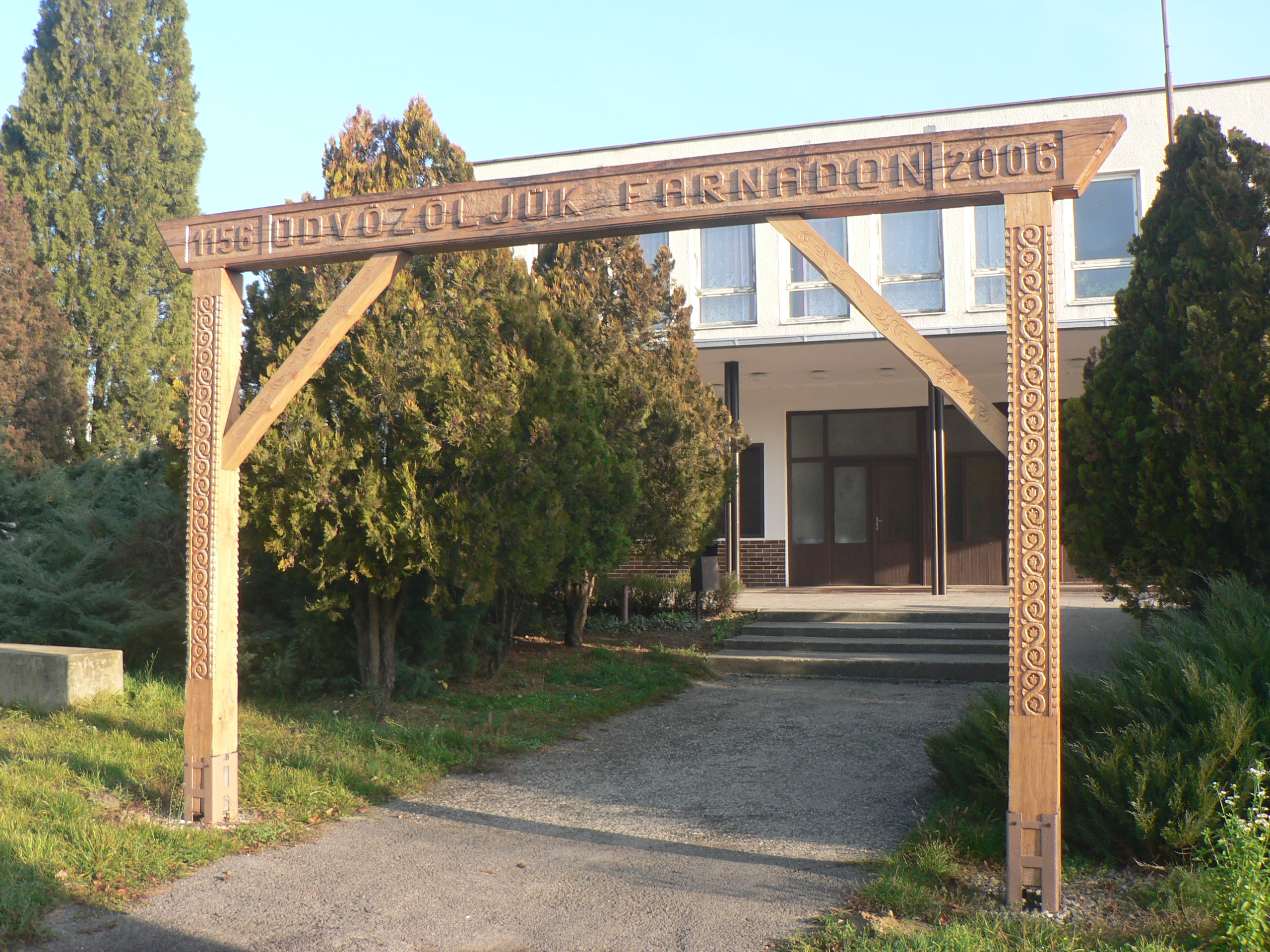
Díszkapu köszönt a 850 éves településen
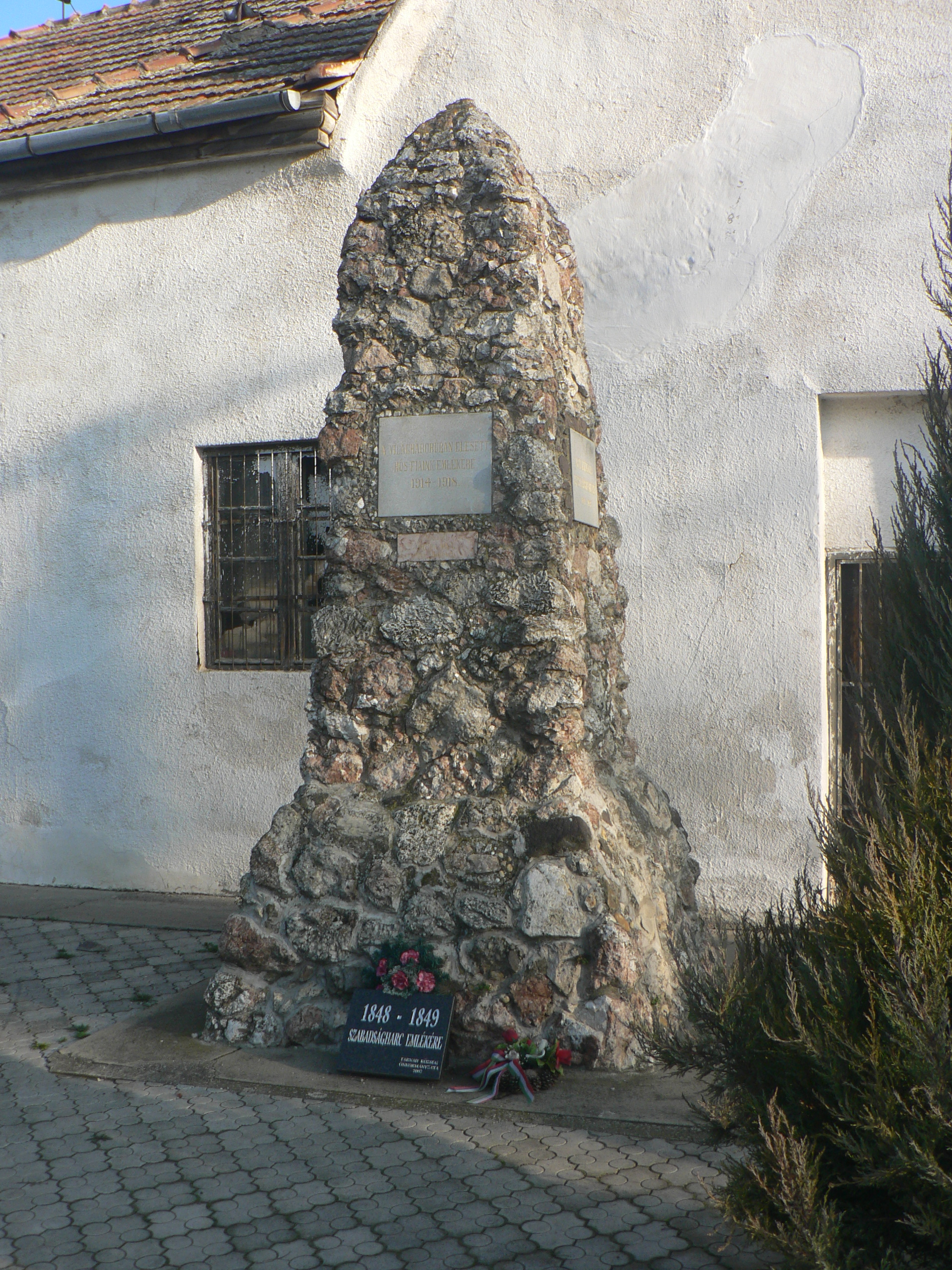
A(z első) világháborúban elesett hős fiaink emlékére
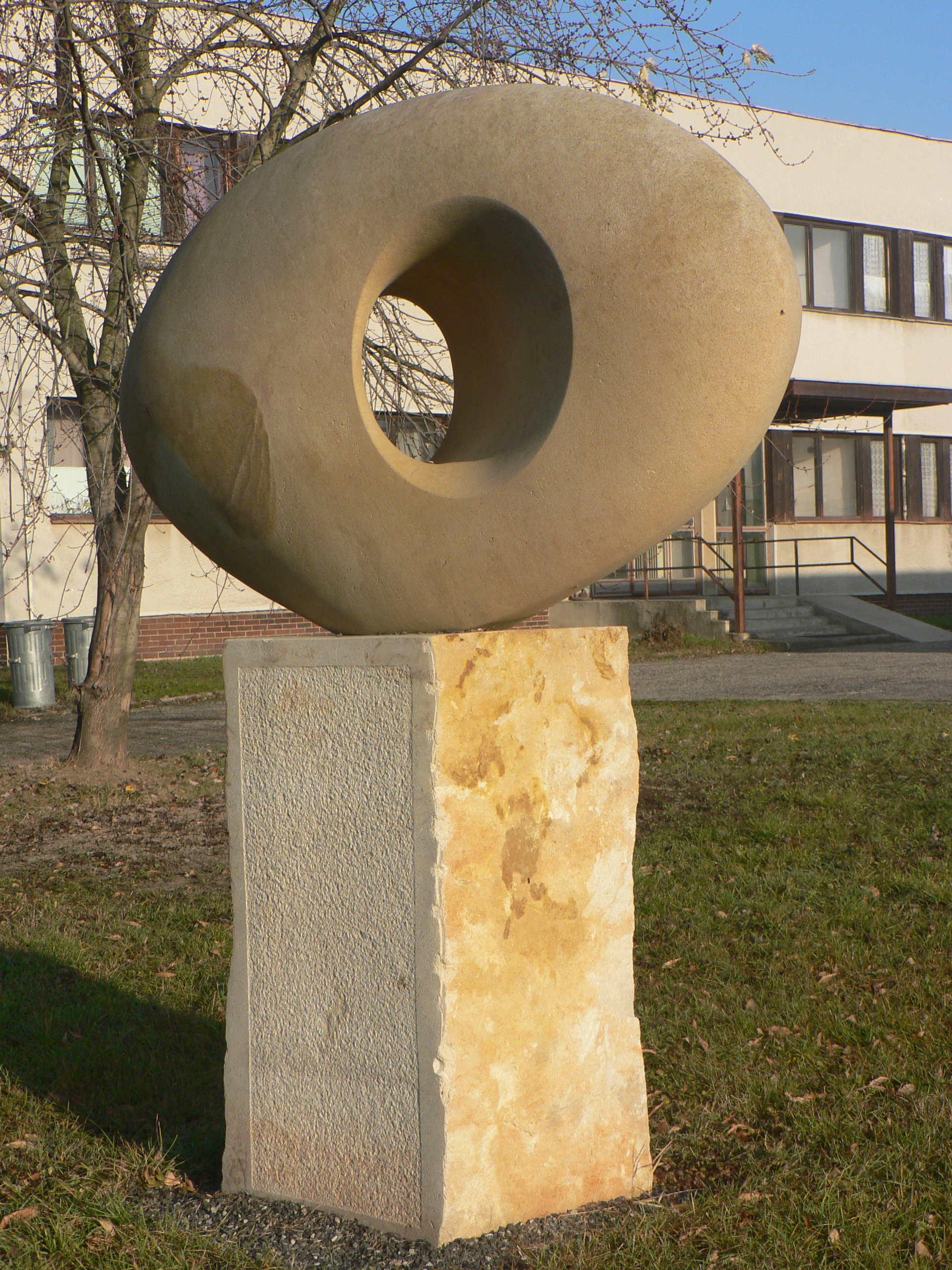
Monostori Sebestyén alkotása: Életjel (2004.)
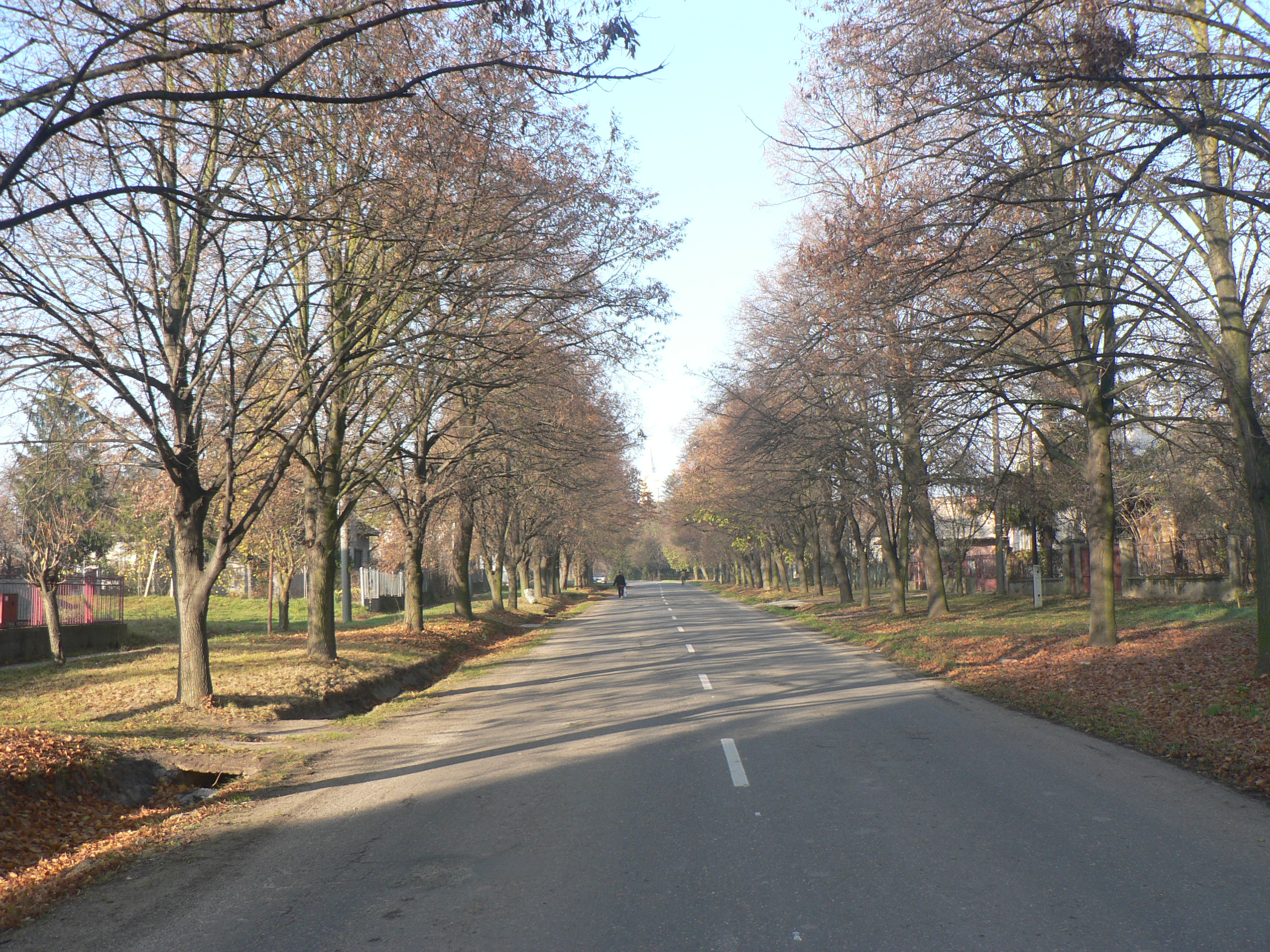
Utcakép
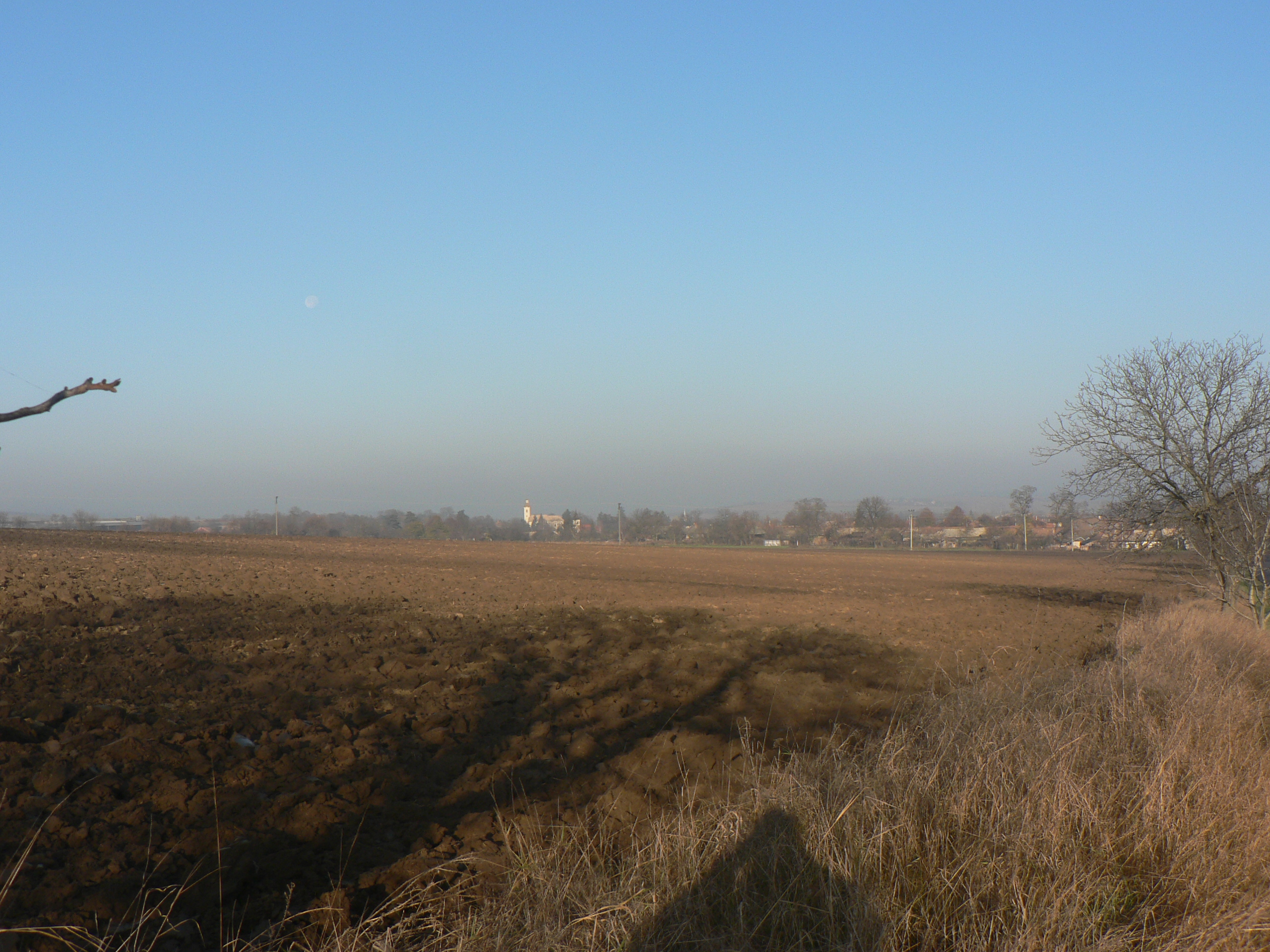
A határ